# Leubang Hulu
Leubang Hulu is een bestuurslaag in het regentschap Simeulue van de provincie Atjeh, Indonesië. Leubang Hulu telt 383 inwoners (volkstelling 2010).